# كيث جينينغز
كيث جينينغز (5 أكتوبر 1953 في المملكة المتحدة - ) (بالإنجليزية: Keith Jennings)‏ هو لاعب كريكت بريطاني. لعب مع نادي مقاطعة سومرست للكريكت ‏.